# One-Eyed Jacks

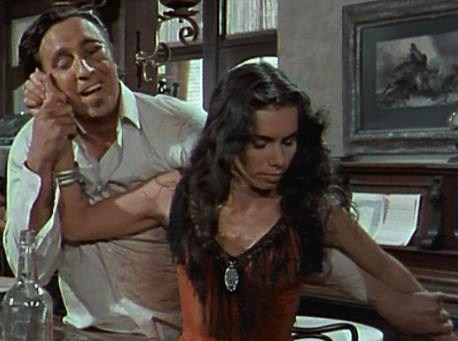

One-Eyed Jacks is een western en werd geregisseerd door Marlon Brando. De hoofdrollen worden vertolkt door Marlon Brando, Karl Malden en Pina Pellicer.

## Inhoud
Rio en Dad Longworth zijn twee bandieten. Na een bankoverval in Mexico wordt het duo verplicht te vluchten, maar al gauw verliezen ze een paard en hun voorsprong. Rio en Dad besluiten uiteindelijk dat een van hen met het enige paard dat ze nog hebben, op zoek moet gaan naar een tweede paard. Ze laten het lot beslissen wie van hen op zoek gaat. Dad wint en vertrekt terwijl Rio alleen achterblijft.
Maar wanneer Dad met het gestolen goud bij een ranch aankomt, besluit hij niet meer terug te keren naar zijn vriend. Rio, die hopeloos blijft wachten, wordt opgepakt en ontdekt tijdens zijn tocht richting de gevangenis dat Dad hem verraden heeft.
Rio zweert in de gevangenis dat hij ooit wraak zal nemen en kan na vijf lange jaren ontsnappen samen met zijn celgenoot Chico Modesto. Ze vluchten de grens over en gaan op zoek naar Rio's oude vriend Dad Longworth. Wanneer Rio in een bar informatie zoekt, ontmoet hij de twee gemene bandieten Bob Amory en Harvey Johnson. De twee willen Rio's hulp inroepen voor een bankoverval en in ruil zullen zij hem bijstaan in zijn zoektocht naar Dad.
Al gauw komt het viertal aan in het dorp van Dad Longworth en blijkt dat hij daar ook de sheriff is. Tijdens Rio's verblijf in de gevangenis is Dad getrouwd en heeft ook een stiefdochter, Louisa. Rio is vastbesloten om wraak te nemen en wil eerst het vertrouwen van Dad winnen. Wanneer de sheriff aan Rio vertelt dat hij destijds geen andere keuze had, doet Rio alsof hij hem gelooft. Alles lijkt volgens plan te verlopen, totdat Rio gevoelens blijkt te hebben voor Louisa. Dad is razend en wil Rio een lesje leren.
Ondertussen bevindt Rio zich samen met Chico in een bar, waar Rio ruzie maakt met de plaatselijke zatlap Howard Tetley. Wanneer Howard een wapen bovenhaalt, kan Rio niets anders doen dan de man vermoorden. Dad komt naar de plaats van de moord en zegt dat Rio goed gehandeld heeft. Maar wanneer Rio naar buiten wandelt, laat Dad hem arresteren.
Wat volgt is een marteling, die Dad afsluit door met zijn wapen de rechterhand van Rio te breken. Rio mag in leven blijven maar wordt gedwongen te vluchten.
Samen met zijn drie vrienden vlucht hij naar een vissersdorpje in de buurt. Rio probeert te herstellen en leert opnieuw te schieten met zijn gebroken hand. Bob en Harvey worden het beu en willen terug om de bank te overvallen. Chico tracht hen te overtuigen nog even te blijven, maar wordt genadeloos vermoord. Bob en Harvey overvallen de bank, maar het loopt mis. Bob sterft en Harvey vlucht.
Dad is razend aangezien er ook een kind gestorven is tijdens de overval. En hoewel hij weet dat Rio er niet bij betrokken was, laat hij hem oppakken. In de cel ziet Rio hoe de galg klaargemaakt wordt om hem op te hangen. Bovendien verneemt hij dat Louisa zwanger is van hem. Met de hulp van Louisa kan hij een wapen in zijn cel smokkelen en vluchten. Maar wanneer Dad, boos omdat hij net vernomen heeft dat Rio zijn stiefdochter zwanger gemaakt heeft, in het dorp aankomt, beginnen de twee oude vrienden te schieten. Rio slaagt erin Dad te doden en vlucht met Louisa.

## Rolverdeling
| Acteur            | Personage              |
| ----------------- | ---------------------- |
| Marlon Brando     | Rio                    |
| Pina Pellicer     | Louisa Longworth       |
| Karl Malden       | vader Longworth        |
| Ben Johnson       | Bob Emory              |
| Katy Jurado       | Maria Longworth        |
| Slim Pickens      | Lon Dedrick            |
| Larry Duran       | Chico Modesto          |
| Sam Gilman        | Harvey Johnson         |
| Timothy Carey     | Howard Tetley          |
| Míriam Colón      | Redhead                |
| Elisha Cook Jr.   | Carvey                 |
| Rodolfo Acosta    | Mexicaanse kapitein    |
| Tom Webb          | boerenzoon             |
| Ray Teal          | Barney                 |
| John Dierkes      | Chet                   |
| Philip Ahn        | oom                    |
| Margarita Cordova | Nika, flamencodanseres |
| Hank Worden       | Doc                    |

## Feiten
- One-Eyed Jacks is het regiedebuut en tevens de enige film die Marlon Brando ooit zelf regisseerde.
- Karl Malden en Brando speelden ook al samen in A Streetcar Named Desire en On the Waterfront.
- Stanley Kubrick was de eerste keuze om deze film te regisseren.
- Kubrick wilde oorspronkelijk dat Spencer Tracey de rol van Dad Longworth speelde, en niet Karl Malden.
- In het originele einde van de film werd Louisa vermoord door Dad, tijdens de schietpartij tussen hem en Rio. Paramount Pictures besloot het einde van Brando's versie aan te passen en dus werd Louisa uiteindelijk niet vermoord.
- One-Eyed Jacks is de naam van een bordeel in de televisieserie Twin Peaks.